# Kubilay Aka
Kubilay Aka (ur. 12 kwietnia 1995 w Stambule) – turecki aktor i piosenkarz.

## Życiorys
Urodził się w Stambule. Ma siostrę Elif İlaydę. Ukończył Eskisehir Anadolu na Uniwersytecie Anadolu z dyplomem zarządzania lotniskiem. Pracował dla prywatnej firmy na lotnisku Mugla-Milas. Później studiował aktorstwo. 
Rozpoznawalność przyniosła mu rola Ali Kemala w serialu Zraniona miłość (Vatanım Sensin, 2016-2017).

## Filmografia

### Seriale
| Rok       | Tytuł                            | Rola          |
| --------- | -------------------------------- | ------------- |
| 2016-2017 | Zraniona miłość (Vatanım Sensin) | Ali Kemal     |
| 2017-2021 | Çukur                            | Celasun Gümüş |
| 202-2021  | Love 101 (Aşk 101)               | Kerem         |

### Filmy
| Rok  | Tytuł      | Rola           | Reżyser        |
| ---- | ---------- | -------------- | -------------- |
| 2017 | Arif V 216 | Yakışıklı Kema | Kıvanç Baruönü |
| 2019 | Aşk Bu Mu? | Umut           | Ömer Uğur      |

## Dyskografia

### Single
- 2018: „Gamzendeki Çukur” (Çukur Dizi Müziği) (z Hayko Cepkin)
- 2021: „Bu Sokaklar Acıya Kardeş Olur” (Çukur Dizi Müziği) (z Toygar Podświetlony)